# Blanche av Navarra
Blanche av Navarra, född 1331, död 5 oktober 1398, var en fransk drottning, gift med Filip VI av Frankrike.
Hon var dotter drottning Johanna II av Navarra och Filip av Evreaux. Hon var ursprungligen förlovad med Kastiliens tronföljare Peter, och därefter med Frankrikes tronföljare, den blivande Johan II av Frankrike. Hon var omtalade för sin skönhet och ansågs en tid vara Europas vackraste prinsessa: hon kallades Belle Sagesse. Hennes blivande svärfar Filip VI bröt hennes förlovning med hans son och gifte sig i stället med henne själv. 
Hon gifte sig med Filip VI 29 januari 1350 i Brie-Comte-Robert. Detta äktenskap skapade permanent avståndstagande mellan monarken och hans son och en del medlemmar av adeln. I mars 1350, ett år efter bröllopet, avled Filip VI, enligt krönikorna av utmattning efter att ständigt ha uppfyllt sina äktenskapliga plikter. Blanka var gravid vid hans död och födde dottern Johanna av Frankrike i maj 1351. 
Efter makens död drog hon sig tillbaka till Neaufles-Saint-Martin utanför Gisors i Normandie. Då Peter I av Kastilien friade till henne, tackade hon nej med orden: "Frankrikes drottningar gifter inte om sig". År 1371 arrangerades ett äktenskap mellan hennes dotter och Aragoniens tronarvinge, men dottern avled på resan till sitt bröllop i Aragonien. Blanka besökte ibland det franska hovet vid särskilda högtidligheter. Ett sådant tillfälle var vid den franska drottningen Isabella av Bayerns högtidliga intåg i Paris 1389, en ceremoni som hade organiserats av Blanka. Hon spelade en politisk roll då hon uppträdde som medlare mellan Frankrike och sin bror Karl II av Navarra. Hon var intresserad av alkemi och stödde Nicolas Flamel. 